# Vespula
Vespula – rodzaj owadów społecznych z rodziny osowatych (Vespidae), blisko spokrewnionych z rodzajem Dolichovespula. 

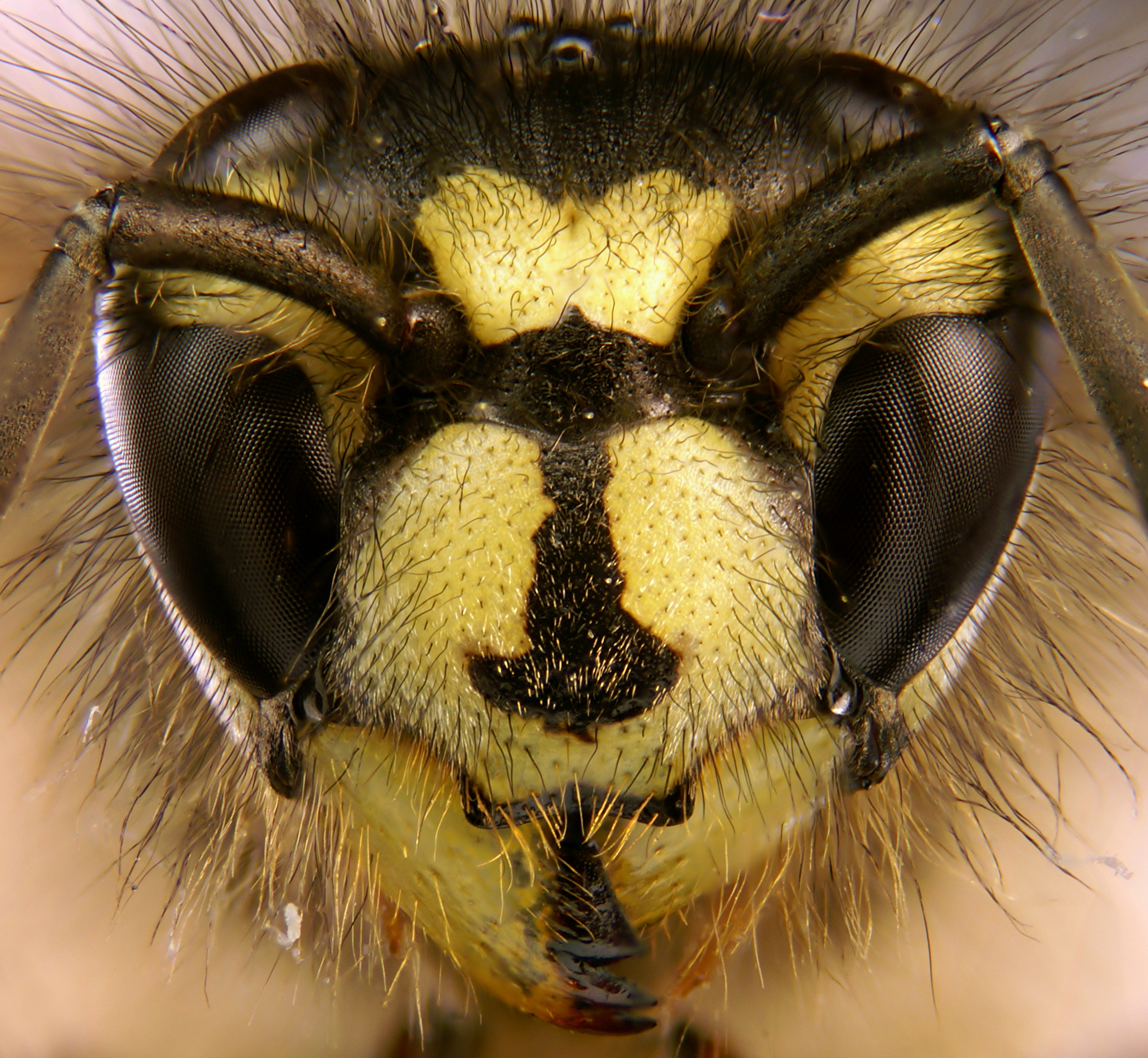
Głowa Vespula vulgaris

## Budowa
Od pokrewnego rodzaju odróżniają je proporcje głowy, która u Vespula jest bardziej owalna, a jej przednia część od oczu do żuwaczek nie jest wydłużona, jak u Dolichovespula. Osy z rodzaju Vespula osiągają do 25 mm długości ciała. Charakteryzują się kontrastowym ubarwieniem, na czarnym tułowiu znajdują się żółte, rzadziej białe desenie, zwykle w formie poprzecznych pasów.

## Tryb życia
Żyją w gromadach, zakładając gniazda przeważnie kulistego kształtu, z szarej masy przypominającej papier, uzyskiwanej w wyniku przeżuwania drewna, mieszanego następnie ze śliną. Wewnątrz gniazda znajduje się plaster zawierający złożone przez królową jaja, otoczony licznymi powłokami masy papierowej zapewniającymi ochronę przed zimnem rozwijającym się jajom, a następnie larwom.
Stała temperatura oraz wilgotność potrzebna do rozwoju larw utrzymywana jest we wnętrzu gniazda dzięki izolacyjnemu działaniu jego ścian. Również otwór wejściowy jest niewielki, umożliwiający wejście lub wyjście jednemu owadowi. Osy zakładają gniazda w miejscach zacisznych – pod okapami dachów, na strychach, w rozpadlinach, a nawet w ziemi, skąd robotnice usuwają nawet niewielkie kamyki, aby umożliwić rozbudowę gniazda.

## Klasyfikacja
Takson ten został ustanowiony przez Thomsona w randze podrodzaju w obrębie rodzaju Vespa. Obejmował początkowo 8 gatunków. Obecnie zaliczanych jest ponad 20:
- Vespula acadica
- Vespula arisana
- Vespula atropilosa
- Vespula austriaca
- Vespula consobrina
- Vespula flaviceps
- Vespula flavopilosa
- Vespula germanica – osa dachowa
- Vespula inexspectata
- Vespula kingdonwardi
- Vespula koreensis
- Vespula maculifrons
- Vespula nursei
- Vespula orbata
- Vespula pensylvanica
- Vespula rufa – osa rudawa
- Vespula shidai
- Vespula squamosa
- Vespula structor
- Vespula sulphurea
- Vespula vidua
- Vespula vulgaris – osa pospolita

Gatunkiem typowym jest Vespa austriaca.